# Ronald Rock
La Ronald Rock (in lingua inglese: Roccia Ronald) è uno spuntone roccioso, alto 1.145 m, situato lungo la falesia appena a nord dello Skidmore Cliff, a est della Saratoga Table, nel Forrestal Range dei Monti Pensacola, in Antartide. 
Lo spuntone è stato mappatp dall'United States Geological Survey (USGS) sulla base di rilevazioni e foto aeree scattate dalla U.S. Navy nel periodo 1956-66.
La denominazione è stata assegnata dall'Advisory Committee on Antarctic Names (US-ACAN) in onore di Ronald D. Brown, meccanico delle fusoliere di aereo, in servizio presso la Stazione Ellsworth nell'inverno del 1957.